# Château de Saint-Avit
 (novembre 2022).
Si vous disposez d'ouvrages ou d'articles de référence ou si vous connaissez des sites web de qualité traitant du thème abordé ici, merci de compléter l'article en donnant les références utiles à sa vérifiabilité et en les liant à la section « Notes et références ».
Le château de Saint-Avit est un château situé à Saint-Avit, dans le Tarn (France).

## Historique

### Origine
La date de construction du château de Saint-Avit n'est pas connue. La bâtisse actuelle semble dater du XVIIIe siècle, ce qui coïncide avec le don du château à Jean-Jacques d'Avessens de Moncalm par François de Rochechouart.

### La seigneurie
La seigneurie de Saint-Avit est cité en 1237 comme appartenant à la famille de Saissac. En 1389, le Parlement de Toulouse atteste Géraud de Belleserre comme seigneur des lieux.
Peu de temps après, au début du XVe siècle, la sœur de Géraud, baronne d'Appelle, porte réclamation devant le Parlement de Paris pour annuler les décisions du bailli de Puylaurens, et ainsi récupérer la seigneurie qui semble être aux mains du comte Jean Ier de Foix. Elle échoue puisqu'on trouve plus tard Georges de Foix Rabat comme seigneur de Saint-Avit. 
Ses descendants conservent la seigneurie jusqu'à l'extinction de la famille en 1748, lorsque la dernière descendante, Élisabeth de Foix teste en faveur de François de Rochechouart, qui en fait ensuite don à Jean-Jacques d'Avessens. Son héritier, Pierre-Marie-Victoire d'Avessens, entre régulièrement en conflit avec ses sujets jusqu'à la Révolution.[réf. souhaitée]

## Architecture
Le château de Saint-Avit, situé à une centaine de mètres au nord du village, est un petit édifice en brique et enduit s'élevant sur deux étages. Il est surmonté en son centre par une tourelle en brique surmontée d'une terrasse.